# Anthophora salviae
Anthophora salviae ist eine Biene aus der Familie der Apidae.

## Merkmale
Die Bienen haben eine Körperlänge von 9 bis 11 Millimeter (Weibchen) bzw. 9 bis 10 Millimeter (Männchen). Die Weibchen sind überwiegend weiß behaart, auf dem Thorax sind die Haare mit schwarzen Haaren durchmischt. Das Gesicht hat eine weißgelbe Zeichnung. Die Sternite und die Scheiben der Tergite sind schwarz behaart. Die Tergite sind am Hinterrand mit breiten, weißen Haarbinden versehen. Die Schienenbürste (Scopa) ist weiß, das Nebengesicht ist schwarz. Den Krallengliedern fehlt der Pulvillus. Die Männchen sind den Weibchen ähnlich. Sie haben am siebten Tergit am Ende zwei Zähnchen.

## Vorkommen und Lebensweise
Die Art ist in Südeuropa und im Kaukasus verbreitet. Sie fliegt im Mittelmeerraum von Ende März bis Mitte Oktober. Die Weibchen legen ihre Nester im Boden an. Pollen werden von verschiedenen Pflanzenfamilien gesammelt. Kuckucksbienen der Art sind nicht bekannt.

## Belege
Felix Amiet, M. Herrmann, A. Müller, R. Neumeyer: Fauna Helvetica 20: Apidae 5. Centre Suisse de Cartographie de la Faune, 2007, ISBN 978-2-88414-032-4.